# برونو توماسو
برونو توماسو (بالإيطالية: Bruno Tommaso)‏ هو ملحن إيطالي، ولد في 20 نوفمبر 1946 في روما في إيطاليا.

## وصلات خارجية
- برونو توماسو على موقع ميوزك برينز (الإنجليزية)
- برونو توماسو على موقع أول ميوزيك (الإنجليزية)
- برونو توماسو على موقع ديسكوغز (الإنجليزية)